# Kolonel Vandesijpe
Kolonel Vandesijpe is een gastpersonage uit de televisiereeks F.C. De Kampioenen. Vandesijpe werd gespeeld door Ron Cornet. Hij was te zien in 1992, 1995, 1997, 1998, 1999, 2000 en 2002.

## Personage
Kolonel Germain Vandesijpe was een overste van Xavier in de kazerne. Hij was tevens een zeer goede vriend van Balthazar Boma, met wie hij af en toe naar "De Pussycat" ging.
Volgens de strip '20 jaar later' zou Vandesijpe in 1959 zijn geboren.
Opvallend bij Boma en Vandesijpe is hun begroeting. Zowel Boma als de kolonel gebruiken hierbij vaak seksueel getinte spreekwoorden, gevolgd door een bulderlach.
- Alles kits achter de rits?
- Alles kloek in de broek?
- Alles bon in de pantalon?
- Alles hip in de slip?
- Schijnt de zon nog in de pantalon?
- Alles fijn achter het gordijn?

In 2008 was er een nieuwe kolonel in de kazerne: kolonel De Brandt (Peter Van De Velde).
Alhoewel hij sinds reeks 13 niet meer in de serie in beeld kwam, duikt hij wel nog sporadisch op in de stripreeks.

## Overzicht militairen in de kazerne
- Kolonel Germain Vandesijpe (Ron Cornet) die wordt opgevolgd door
- Kolonel De Brandt (Peter Van De Velde)
- Kapitein Versluis (Peter Broekaert)
- Luitenant De Decker (Bart Van Avermaet)
- Sergeant-Majoor De Kroet (Dirk Vermiert) die wordt opgevolgd door
- Sergeant-Majoor Janine Dewolf (Janine Bischops), Xaviers eerste lief
- Eerste Sergeant Seppe Van De Kruisen (Daan Hugaert), collega en vriend van Xavier
- Sergeant De Bock (Bert André)
- Sergeant Xavier Waterslaeghers (Johny Voners)
- Sergeant Senne Stevens (Ludo Hellinx), collega en vriend van Xavier
- Christina (Fania Sorel), werkt bij de aankoopdienst van het leger
  - Van enkele andere militairen wordt weleens vermelding gemaakt, maar zij kwamen nooit in de reeks voor zoals sergeant De Rover.

## Familie
De echtgenote van Vandesijpe dook in 1 aflevering op ('Carmen rukt op' uit reeks 2). Haar naam was Sylvie. Zij werd vertolkt door Minneke Willems.

## Afleveringen
- Reeks 3, Aflevering 5: Besmet (1992)
- Reeks 6, Aflevering 4: Blauwhelmen (1995)
- Reeks 7, Aflevering 8: Schijn bedriegt (1997)
- Reeks 8, Aflevering 2: Café zonder bier (1997)
- Reeks 8, Aflevering 5: Roger (1998)
- Reeks 8, Aflevering 12: De aanhouder wint (1998)
- Reeks 9, Aflevering 2: Smakelijk (1998)
- Reeks 9, Aflevering 10: Chérie (1999)
- Reeks 9, Aflevering 13: Boma failliet (1999)
- Reeks 10, Aflevering 11: Kolonel Waterslaeghers (2000)
- Reeks 10, Aflevering 13: Totale uitverkoop (2000)
- Reeks 12, Aflevering 13: Baboeleke (2002)
- Reeks 13, Aflevering 1: Het knekelveld (2002)

## Uiterlijke kenmerken
- Bruin-grijs haar (kaal bovenaan)
- Groene ogen
- Kleine baard
- Snor
- Mollig
- Meestal gekleed in legeruniform

## Catch phrases
- "Waterslaeghers!"